# Палазу-Мік
Палазу-Мік (рум. Palazu Mic) — село у повіті Констанца в Румунії. Входить до складу комуни Міхаїл-Когелнічану.
Село розташоване на відстані 193 км на схід від Бухареста, 30 км на північ від Констанци, 116 км на південь від Галаца.

## Населення
За даними перепису населення 2002 року у селі проживали 339 осіб, з них 338 осіб (99,7%) румунів. Усі жителі села рідною мовою назвали румунську.